# ラッセル・トーヴィー
ラッセル・トーヴィー（Russell Tovey [rˈʌsl tóʊvi], 1981年11月14日 - ）は、イングランド出身の俳優。主に映画、TV、ステージで活躍。
BBCの超自然的な主題を扱ったドラマ『ビーイング・ヒューマン』でのジョージ・サンズ役で有名である。他には、ステージと映画の『ヒストリーボーイズ』でのラッジ役、『Him & Her』のスティーヴ役、HBOのオリジナルのドラマ『ルッキング』のケヴィン役、BBCのTVシリーズ『SHERLOCK（シャーロック）』のヘンリー・ナイト役、ABCのドラマ『クワンティコ/FBIアカデミーの真実』のハリー・ドイル役と、『アローバース』のレイ・テリル/ザ・レイ役の出演がある。
"Tovey"はトービーやトヴェイと表記される場合がある。

## 経歴

### 初期のキャリア
ロムフフォードに本拠地がある、エセックスからガトウィック空港までの送迎のサーヴィス事業をしていた、ジョージ・トーヴィーとキャロル・ヘインズとの間の２番目の子供として生まれた。そしてエセックスのビラリキーで育った。家族は他に兄のダニエルがいる。
ハロルド・ウッドのハロルド・コート・スクールを卒業してシェーンフィールド・ハイ・スクールに進学した。
子供の頃、トーヴィーは様々なもののコレクターで、流行に傾く傾向があった。両親はトーヴィーの努力をサポートして、考古学的な展示物や博物館に連れて行って、金属探知機の購入や鉱物学者のための研修を受けさせた。トーヴィーは歴史の教師になろうとしていたが、映画の『いまを生きる』、『グーニーズ』、そして『スタンド・バイ・ミー』を見て俳優を志した。ティーンの間はビレリキーのキングズ・ヘッド・パブでキッチンのアシスタントとして働いていた。

### 俳優としてのキャリア
トーヴィーは11歳からW・H・スミスやハインツのTV広告で俳優のキャリアを始めた。そして、ローカル・ドラマ・クラブに所属していて、タレント・エージェントに注目された。俳優として着実に働いていたので、学業がおろそかになって、父は俳優としての仕事を減らすように助言したが、母は息子が今の状態を継続できるように父を説得した。そして、1994年からCBBCで放送された『Mud』に出演して、TVでのキャリアが始まった。
トーヴィーは16歳でハイ・スクールを去って、バーキング・カレッジのパフォーミング・アーツでの資格取得(BTEC)を始めた。しかし俳優の仕事のために、学校で割り当てられた役への出演を拒否して、1年後には追放処分となった。トーヴィーはデブラ・ジレットの元でチチェスターのシアターに出演していて、ジレットと通じて夫のパトリック・マーバーと知り合いになった。そしてマーバーは、ナショナル・シアターで上演された『Howard Katz』にトーヴィーを出演させた。他にも『ヒズ・ガール・フライデー』、『ライラの冒険』への出演があった。
2004年にアラン・ベネット作『ヒストリーボーイズ』のロイアル・ナショナル・シアター公演にラッジ役で出演した。そしてラッジ役で、ブロードウェイ、シドニー、ウェリントン、香港のツアーに参加した。またこの役で、BBCでの放送やBBCフィルムズの映画に出演することになった。トーヴィーは最初はクラウザーの役でオーディションを受けていたが、ベネットがその役の詳細な説明を約束したのでラッジ役を引き受けた。なぜなら、多くの仲間たちのようにドラマ・スクール出身ではないので不安感があって、ナショナル・シアターでワークショップやリーディングの仕事を引き受けていたのも、そのためであった。
2007年にトーヴィーは、BBC Threeの『ロブの「この年、オレ年」』にロブのプロデュ－サーのベン役で出演して、『ドクター・フー』のクリスマス・スペシャル「呪われた旅路」に、海軍士官学校のアロンゾ・フレイム役で登場した。このショーのプロデューサーでリード・ライターのラッセル・T・デイヴィスは、トーヴィーにデイヴィッド・テナントの次のドクター・フー役を提案していた。しかし、11代目のドクター・フーはマット・スミスに決まって、トーヴィーは『ドクター・フー』2009-2010年のクリスマス・スペシャル「時の終わり」にアロンゾ・フレイム役で再登場した。
2008年のドラマ『ビーイング・ヒューマン』に、狼人間のジョージ・サンズ役で出演して、パイロット版は2008年2月18日に放映された。トーヴィーはスタート時から2012年2月5日放映のシーズン4までレギュラー出演していた。また、2012年の11月にトーヴィーがナレーターを務めた『ビーイング・ヒューマン』のオーディオブック・ヴァージョンが"AudioGO"から発売になった。2009年にはロイアル・コート・シアターで上演された『A Miracle』にゲイリー役で出演し、2010年の映画『Huge』と、2010年からのTVシリーズ『Him & Her』に出演していた。
そして2012年、犯罪ドラマ『SHERLOCK（シャーロック）』のエピソード「バスカヴィルの犬（ハウンド）」に、ヘンリー・ナイト役で出演した。
2014年、HBOのTVシリーズ『ルッキング』に出演。サンフランシスコに住むのゲイの生活を描いたもので、トーヴィーはケヴィン役であった。シーズン2にも引き続き出演。また、2015年には歴史ドラマの『Banished』に出演、本作はジミー・マクガーヴァン作による18世紀のオーストラリアの囚人達についてのドラマであった。そして、2016年にはABCネットワークのスリラー『クワンティコ/FBIアカデミーの真実』にハリー・ドイル役でレギュラー出演をした。
2017年4月にロイアル・ナショナル・シアターでトニー・クシュナーの作品『エンジェルス・イン・アメリカ』のリヴァイヴァル上演に、アンドルー・ガーフィールド、ネイサン・レインと共にジョー・ピット役で出演した。また9月には、Web上で"CW Seed"の『Freedom Fighters: The Ray』のレイ・テリル/ザ・レイ役の声を担当するとの発表があった。『SUPERGIRL/スーパーガール』、『ARROW/アロー』、『THE FLASH/フラッシュ』、そして『レジェンド・オブ・トゥモロー』とのクロスオーヴァー作品『Arrowverse』でのエピソード「Crisis on Earth-X」にレイ・テリル/ザ・レイ役で出演することが発表された。
2019年、『2034 今そこにある未来』の主演の一人として参加。
2020年、ヴァージン・アトランティック・アティテュード・アワードでカルチャー・アワードを受賞。
2021年、アラン・ベネットの舞台を映画化した『アレルヤ』に出演することを発表。
2022年、『アメリカン・ホラー・ストーリー』「NYC」にパトリック・リード役で出演。異性愛者の男優相手に激しい濡れ場も披露した。
2024年7月、トーヴィーが『ドクター・フー』のスピンオフ・シリーズ『ザ・ワー・ビトゥイーン・ザ・ランド・アンド・ザ・シー』で主演することが発表された。

### 執筆活動
ト－ヴィーは劇作家と脚本家でもある。いずれも上演されてはいないが、3つの劇を執筆していた。短編小説の1つは"Company"誌に掲載された。また、ショート・フィルム『Victor』の製作を企画していて、2010年8月現在、制作資金の調達を模索している。
2021年、友人のロバート・ダイアメントとともに本『トーク・アート』を上梓。更に同名のポッドキャスト番組も二人で配信している。

### 私生活
ゲイを公表している。トーヴィーが自分自身の性的指向を自覚したのは、15歳か16歳の時であったが、家族に打ち明けたのは18歳の時で、それは家族間に摩擦を引き起こした。トーヴィーと父はその後の関係が悪化して、この問題を解決するために父はトーヴィーに、以前から知られていたホルモンの服用か科学治療を受けるように依頼した。また両親は、トーヴィーのHIVに感染する可能性について、ひどく心配していた。この関係は、2004年の10月に甥のネイサンの誕生をきっかけにして修復が図られ、現在は良好な関係を保っている。
初めてセックスした時、「まだセックスする年齢に至っていない」と感じたため酷くパニックになったと2018年のインタビューで明かしている。36歳になった2018年現在はセックスするのに値するように感じられたともしている。
2018年2月に、トーヴィーは以前から交際していた、ラグビー選手でフィットニス・インストラクターのスティーヴ・ブロックマンと婚約した。
2023年にブロックマンとの破局が報じられた。

### 発言
2008年のゲイ雑誌『アティテュード』誌のインタビューでトーヴィーは、より暗い役、ドラァグ・クイーン、レント・ボーイ、被虐待者、レイパストのような役柄を希望していると明らかにした。

## 出演作品

### 映画
| 公開年 | 邦題 原題                                        | 役名                                    | 備考               |
| ------ | ------------------------------------------------ | --------------------------------------- | ------------------ |
| 2001   | 帽子を脱いだナポレオン The Emperor's New Clothes | リクルート Recruit                      |                    |
| 2006   | ヒストリーボーイズ The History Boys              | ラッジ Rudge                            |                    |
| 2009   | Roar                                             | Tom                                     | Short Film         |
| 2009   | In Passing                                       | Henry Travers                           | Short Film         |
| 2009   | Drop                                             | Ben                                     | Short Film         |
| 2010   | Huge                                             | Carl                                    |                    |
| 2011   | Lady Grey London                                 | Rod                                     | Short Film         |
| 2012   | グラバーズ Grabbers                              | スミス Smith                            |                    |
| 2012   | タワー・ブロック Tower Block                     | ポール Paul                             |                    |
| 2012   | Is This a Joke?                                  | Tim                                     | Short Film         |
| 2013   | Effie Gray                                       | George                                  |                    |
| 2013   | The King Is Dead                                 | Nicky                                   | Short Film         |
| 2013   | Around Again                                     | British soldier                         | Short Film         |
| 2014   | Blackwood                                        | Jack                                    |                    |
| 2014   | パレードへようこそ Pride                         | ティム Tim                              |                    |
| 2015   | ミス・シェパードをお手本に The Lady in the Van   | イアリングの若者 Young Man with Earring |                    |
| 2016   | The Pass                                         | Jason                                   |                    |
| 2016   | マインドホーン Mindhorn                          | ポール・メリー Paul Melly               |                    |
| 2017   | Night of the Lotus                               | Charlie                                 | In post-production |
| 2017   | The Hippopotamus                                 | Rupert Keynes                           |                    |
| 2018   | Love Lies Bleeding                               | Charlie                                 | (completed)        |
| 2019   | グッドライアー 偽りのゲーム The Good Liar        | スティーヴン                            |                    |
| 2022   | Allelujah                                        | Colin Colman                            |                    |
| 2023   | Night of the Lotus                               | Charlie                                 | In post-production |
| 2023   | Love Again                                       | Billy Brooks                            |                    |
| 2025   | Plainclothes                                     | Andrew                                  | In production      |

### TVドラマとTVシリーズ
| 放映年      | 邦題 原題                                                    | 役名                                                     | 備考                                                                          |                    |
| ----------- | ------------------------------------------------------------ | -------------------------------------------------------- | ----------------------------------------------------------------------------- | ------------------ |
| 1994 - 1995 | Mud                                                          | Bill                                                     | 7 Episodes                                                                    |                    |
| 1996        | Spywatch                                                     | Dennis Sealy                                             | (TV mini Series)                                                              |                    |
| 1998        | The Mrs Bradley Mysteries                                    | Stable Boy                                               | Season 1 Episode0 "Speedy Death" (pilot)                                      |                    |
| 2000        | Anchor Me                                                    | Young Nathan                                             | TV Movie                                                                      |                    |
| 2000        | Hope and Glory                                               | Gary Bailey                                              | Season 2 Episode 2                                                            |                    |
| 2001        | 名探偵ポワロ Agatha Christie's Poirot                        | ライオネル・マーシャル Lionel Marshall                   | 第8シリーズ 第1話「白昼の悪魔」 "Evil Under the Sun"                          |                    |
| 2001        | Holby City                                                   | Jerome Hibbert                                           | Season 3 Episode 18 "Borrowed Time"                                           |                    |
| 2001 - 2002 | The Bill                                                     | Tyro Shaw                                                | 2 Episodes                                                                    |                    |
| 2002        | Ultimate Force                                               | Weasel                                                   | Season 1 Episode 1 "The Killing House"                                        |                    |
| 2002        | Silent Witness                                               | Josh Palmer                                              | 2 Episodes                                                                    |                    |
| 2003        | William and Mary                                             | Aaron Patterson                                          | Season 1 Episode 4                                                            |                    |
| 2003        | Servants                                                     | John Walters                                             | Season 1 Episode 4                                                            |                    |
| 2005        | Holby City                                                   | Adam Spengler                                            | Season 7 Episode 42 "Soft Centred"                                            |                    |
| 2005        | Messiah:The Harrowing                                        | Robbie McManus,Police Technician                         | 3 Episodes                                                                    |                    |
| 2005        | My Family and Other Animals                                  | Leslie Durrell                                           | TV Movie                                                                      |                    |
| 2007        | ロブの「この年、オレ年」 Annually Retentive                  | ベン Ben                                                 | 全5話出演                                                                     |                    |
| 2007        | ドクター・フー Doctor Who                                    | 海軍士官学校のアロンゾ・フレイム Midshipman Alonso Frame | 第4シーズン 第0話 「呪われた旅路」 "Voyage of the Damned"                     |                    |
| 2007 - 2009 | Gavin & Stacey                                               | Budgie                                                   | 4 Episodes                                                                    |                    |
| 2008        | キケンな女刑事～バック･トゥ･80's～ Ashes to Ashes            | マーカス・ジョンストーン Marcus Johnstone                | Season 1 Episode 5 "The Smoking Gun"                                          |                    |
| 2008        | Mutual Friends                                               | Estate agent                                             | Season 1 Episode ５ "Estate Agent"                                            |                    |
| 2008        | リトル・ドリット Little Dorrit                               | ジョン・シヴァーリー John Chivery                        | 全10話出演                                                                    |                    |
| 2008        | アガサ・クリスティー ミス・マープル Agatha Christie's Marple | テレンス・リード PC Terence Reed                         | 第4シーズン 第3話 「殺人は容易だ」 "Murder Is Easy"                           |                    |
| 2008 - 2012 | ビーイング・ヒューマン Being Human                           | ジョージ・サンズ George Sands                            | 24 Episodes                                                                   |                    |
| 2009        | Comedy Showcase                                              | Dave                                                     | Season 2 Episode 3 "The Increasingly Poor Decisions of Todd Margaret"         |                    |
| 2010        | ドクター・フー Doctor Who                                    | 海軍士官学校のアロンゾ・フレイム Midshipman Alonso Frame | 第4シーズン 第18話 「時の終わり」 パート2 Episode "The End of Time: Part Two" |                    |
| 2010 - 2013 | Him & Her                                                    | Steve                                                    | 25 Episodes                                                                   |                    |
| 2012        | SHERLOCK（シャーロック） Sherlock                            | ヘンリー・ナイト Henry Knight                            | 第2シーズン 第2話「バスカヴィルの犬（ハウンド）」 "The Hounds of Baskerville" |                    |
| 2012        | Playhouse Presents                                           | Footman                                                  | Season 1 Episide 8 "Walking the Dogs"                                         |                    |
| 2012        | Coming Up                                                    | Carl                                                     | Season 10 Episode 1 "New Cross"                                               |                    |
| 2013        | What Remains                                                 | Michael Jenson                                           | 4 Episodes                                                                    |                    |
| 2013        | Talking to the Dead                                          | DS Huw Brydon                                            | 2 Epidodes                                                                    |                    |
| 2013 - 2015 | The Job Lot                                                  | Karl                                                     | 18 pisodes                                                                    |                    |
| 2014 - 2015 | ルッキング Looking                                           | ケヴィン・マトソン Kevin Matheson                        | 全15話出演                                                                    |                    |
| 2015        | Banished                                                     | James Freeman                                            | 7 Episodes                                                                    |                    |
| 2016        | The Comic Strip Presents... Red Top                          | Andy Coulson                                             | TV Movie                                                                      |                    |
| 2016        | ナイト・マネジャー The Night Manager                         | サイモン・オーグルヴィー Simon Ogilvey                   | Season 1 Episode 1 (Mini Series)                                              |                    |
| 2016        | Looking: The Movie                                           | Kevin                                                    | (TV Movie) (post-production)                                                  |                    |
| 2016 – 2018 | クワンティコ/FBIアカデミーの真実 Quantico                    | ハリー・ドイル Harry Doyle                               | 全19話出演                                                                    |                    |
| 2017        | Queers: More Anger                                           | Phil                                                     | BBC4 TV monologue                                                             |                    |
| 2017        | THE FLASH/フラッシュ The Flash                               | レイ・テリル/ザ・レイ Ray Terrill/The Ray                | Crisis on Earth-X, Part 3"                                                    |                    |
| 2017        | レジェンド・オブ・トゥモロー Legends of Tomorrow             | レイ・テリル/ザ・レイ Ray Terrill/The Ray                | Crisis on Earth-X, Part 4"                                                    |                    |
| 2019        | 2034 今そこにある未来                                        | Years & Years                                            | ダニエル・ライオンズ                                                          | 主演               |
| 2020        | Flesh and Blood                                              | Jake                                                     | 4 episodes                                                                    |                    |
| 2020        | The Sister                                                   | Nathan                                                   | 4 episodes                                                                    |                    |
| 2022        | 『アメリカン・ホラー・ストーリー: NYC』                      | American Horror Story: NYC                               | パトリック・リード                                                            | 主演; 10エピソード |
| 2023        | Juice                                                        | Guy                                                      | 準レギュラー                                                                  |                    |
| 2023        | フォートレス/虚構の楽園 Festning Norge                       | チャーリー・オールドマン                                 | 全7話出演 ノルウェーのミニシリーズ                                            |                    |
| 2024        | Feud: Capote Vs. The Swans                                   | John O'Shea                                              | 3 episodes                                                                    |                    |
| 2025        | The War Between the Land and the Sea                         | TBA                                                      | 主演; 5エピソード                                                             |                    |

### シアター
| 上演年  | 邦題 原題                                                     | 役名                    | 備考                                                                                            |
| ------- | ------------------------------------------------------------- | ----------------------- | ----------------------------------------------------------------------------------------------- |
| 2000    | The Recruiting Officer                                        | Unknown                 | Chichester Festival Theatre                                                                     |
| 2001    | Howard Katz                                                   | Unknown                 | Cottesloe Theatre, Royal National Theatre                                                       |
| 2002    | Plasticine                                                    | Spira Boy Having Sex    | Royal Court Theatre                                                                             |
| 2003    | ヘンリー五世 Henry V                                          | Boy                     | Olivier Theatre, Royal National Theatre                                                         |
| 2003    | ヒズ・ガール・フライデー His Girl Friday                      | ラルフ Ralph Sweeney    | Olivier Theatre, Royal National Theatre                                                         |
| 2003–04 | ライラの冒険 His Dark Materials                               | ロジャー Roger          | Olivier Theatre,Royal National Theatre                                                          |
| 2004–06 | ヒストリーボーイズ The History Boys                           | ラッジ Rudge            | Lyttleton Theatre, Royal National Theatre                                                       |
| 2005    | The Laramie Project                                           | Unknown                 | Sound Theatre                                                                                   |
| 2005–06 | タンタンの冒険 Hergé's Adventures of Tintin (Tintin in Tibet) | タンタン Tintin         | Barbican Arts Centre                                                                            |
| 2006    | ヒストリーボーイズ The History Boys                           | ラッジ Rudge            | Lyric Theatre, Hong Kong Academy for Performing Arts,St James,Sydney Theatre,Broadhurst Theatre |
| 2007    | A Respectable Wedding                                         | Groom                   | Young Vic                                                                                       |
| 2008    | The Sea                                                       | Billy Hallercut         | Theatre Royal Haymarket                                                                         |
| 2009    | A Miracle                                                     | Gary Trudgill           | Royal Court Theatre                                                                             |
| 2012    | Sex With a Stranger                                           | Adam                    | Trafalgar Studios                                                                               |
| 2014    | The Pass                                                      | Jason                   | Royal Court Theatre                                                                             |
| 2015    | 橋からの眺め A View from the Bridge                           | ロドルフォ Rodolpho     | Lyceum Theatre                                                                                  |
| 2017    | エンジェルス・イン・アメリカ Angels in America                | ジョー・ピット Joe Pitt | Lyttelton Theatre,Royal National Theatre                                                        |

### 声の出演
- 『ヒストリーボーイズ』 - ラッジ,(Radio),2006
- 『Rubbish』 - Dan,Series 2 (Radio),2007
- 『The Government Inspector』 - Gendarme,(Radio),2009
- 『The Admirable Crichton』 - Crichton,(Radio),2009
- 『Newfangle』 - Newfangle,(Radio),2009
- 『Last Night, Another Soldier Briggsy』 - Briggsy,(Radio),2009
- 『The Richest Man In Britain Dom』 - Dom,six episodes(Radio),2009
- 『Countrysides』 - Simon,(Radio),2011
- 『ザ・パイレーツ! バンド・オブ・ミスフィッツ』 - The Albino Pirate,2012
- 『The Dog Rescuers』 - Narrator,6 Episodes,2013
- 『Snow... Sex & Suspicious Parents』 - Narrator,3 Episodes,2013
- 『劇場版ムーミン　南の海で楽しいバカンス』 - ムーミントロール,2014
- 『Freedom Fighters:The Ray』 - Ray Terrill/The Ray,Animated series(Web),2017